# 大井一彌
大井 一彌（おおい かずや、1992年6月12日 – ） は、神奈川県藤沢市出身のドラマー、トラックメイカー、スタジオ・ミュージシャン。

## 略歴
昭和音楽大学在学中に江口信夫に師事。
バンドのDATS、yahyel、Ortance、LADBREAKS、QUBITでの活動だけでなく、ソロでの活動、さらに、UA、アイナ・ジ・エンド、GLIM SPANKY、木村カエラ、THE SPELLBOUND、Ryohu、odol、Dos Monos、AAAMYYY、DAOKO、XAI、佐藤千亜妃、土岐麻子、milet、足立佳奈、iri、踊Foot Works, 等のツアーサポート他、セッションプレイヤーとしても幅広く活動する。

“生ドラムにエレクトロ楽器を組み込んで鳴らす”というプレイスタイルを追求している。
TAMA Drums、Vater Drumsticks、EVANS Drumheadsのエンドーサーを務める。